# Mosvik

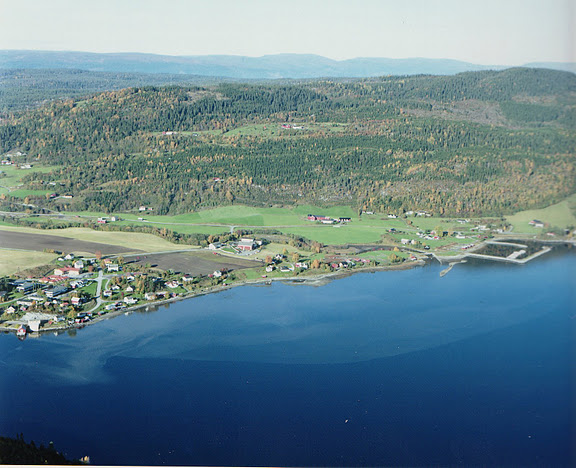
Mosvik

Mosvik is een voormalige gemeente in de Noorse provincie Nord-Trøndelag.
De gemeente telde 888 inwoners in januari 2005, waarvan 51,8% mannelijk. Het aandeel ouderen (67 jaar of ouder) is 17,5%. De gemeente is per 1 januari 2012 opgeheven en in zijn geheel toegevoegd aan de gemeente Inderøy.

## Geboren
- Molla Bjurstedt-Mallory (6 maart 1884 - 22 november 1959, tennisspeelster
- Petter Northug (6 januari 1986), langlaufer